# Chorzyna (gromada)
Chorzyna (do 28 II 1956 Kuźnica Strobińska; niepoprawnie Chorzyn) – dawna gromada, czyli najmniejsza jednostka podziału terytorialnego Polskiej Rzeczypospolitej Ludowej w latach 1954–1972.
Gromady, z gromadzkimi radami narodowymi (GRN) jako organami władzy najniższego stopnia na wsi, funkcjonowały od reformy reorganizującej administrację wiejską przeprowadzonej jesienią 1954 do momentu ich zniesienia z dniem 1 stycznia 1973, tym samym wypierając organizację gminną w latach 1954–1972.
Gromadę Chorzyna siedzibą GRN w Chorzynie utworzono 29 lutego 1956 w powiecie wieluńskim w woj. łódzkim w związku z przeniesieniem siedziby gromady Kuźnica Strobińska z Kuźnicy Strobińskiej do Chorzyny i zmianą nazwy jednostki na gromada Chorzyna. W 1957 roku (grudzień) gromadzka rada narodowa składała się z 15 członków.
Gromadę zniesiono 1 stycznia 1959, a jej obszar włączono do gromady Osjaków w tymże powiecie.